# Antonio Pimentel Tlahuitoltzin
Antonio Pimentel Tlahuitoltzin (fl. XVI secolo) è stato il dodicesimo tlatoani (regnante) di Texcoco, ed occupo' il trono per sei anni tra il 1540 ed il 1546.
'